# Brian Martin (sociologue)
Pour les articles homonymes, voir Brian Martin (football), Brian Martin (basket-ball) et Brian Martin.
Brian Martin (né en 1947) est un sociologue travaillant au département des Humanités et Recherches sociales de l'université de Wollongong en Australie, où il a commencé à enseigner en 2007. Ses recherches actuelles portent sur la suppression de l'opposition (en), et le lancer d'alertes dans les sciences (il était président de Whistleblowers Australia (en) entre 1996 et 1999 et reste leur directeur international). 

## Recherches
Les recherches initiales de Martin portaient sur la modélisation de la stratosphère et sur les méthodes numériques en physique ; s'appuyant en partie sur ces compétences, il rédigea en 1982 un article sur l'effet des retombées en cas de guerre nucléaire, concluant à l'époque que l'humanité y survivrait sans grands dommages. Il a abondamment publié sur la dynamique sociale des sujets scientifiques controversés, et sur leur politisation, en particulier sur l'origine du sida, l'utilisation du fluor, et l'énergie nucléaire. Il affirme que dans les situations où la recherche scientifique menace des intérêts économiques importants, elle peut être bridée, contredite ou supprimée ; il identifie de nombreux mécanismes directs et indirects le permettant, allant de suppressions de crédits et de postes, à la création d'un « climat général de peur, d'incertitude et de doute ».
Martin a été critiqué pour avoir soutenu la théorie (aujourd'hui réfutée) de l'origine du sida dans l'élaboration d'un vaccin anti-polio,, ; il affirme cependant n'avoir jamais argumenté en faveur de cette hypothèse, mais avoir dit « qu'elle méritait considération, et qu'elle avait été injustement rejetée ».
Martin a été actif dans la critique des systèmes universitaires, analysant les conflits d'intérêts lors d'enquêtes internes, et recommandant l'appel à des organismes d'investigation indépendants ; il a écrit sur l'utilisation abusive de travaux d'étudiants par leurs directeurs de recherche et s'est élevé vigoureusement contre les relations sexuelles entre enseignants et étudiants,.
Il estime que des plaintes passant par les canaux officiels seront le plus souvent étouffées, mais il pense également que les lois concernant les lanceurs d'alertes sont inefficaces.

## Critiques
Martin a été critiqué pour son rôle dans la Judith Wilyman PhD controversy (en), les universitaires et l'Australian Medical Association (en) doutant de ce que Martin ait les connaissances nécessaires pour juger de sujets concernant la science des vaccinations,. David Gorski a par ailleurs affirmé qu'il ne s'intéresse qu'à la dynamique sociale de la critique, ne faisant pas de différence entre une opposition basée sur les faits, la science et la logique et une opposition basé sur des pseudosciences et de la désinformation ; The Australian lui a de même reproché de ne pas privilégier la rigueur académique par rapport à la liberté de critique

## Publications
En 2014 et 2015, Brian Martin a publié plusieurs livres chez Irene Publishing, un éditeur de textes activistes basé en Suède, parmi lesquels Non-violence Unbound, Backfire Manual, Whistleblowing: A Practical Guide, et The Controversy Manual. La National Library of Australia indique également des publications de Martin chez Praeger, State University of New York Press, Rowman & Littlefield, War Resisters' International, Angus and Robertson, SUNY Press, et la Freedom Press.